# Amii Stewart

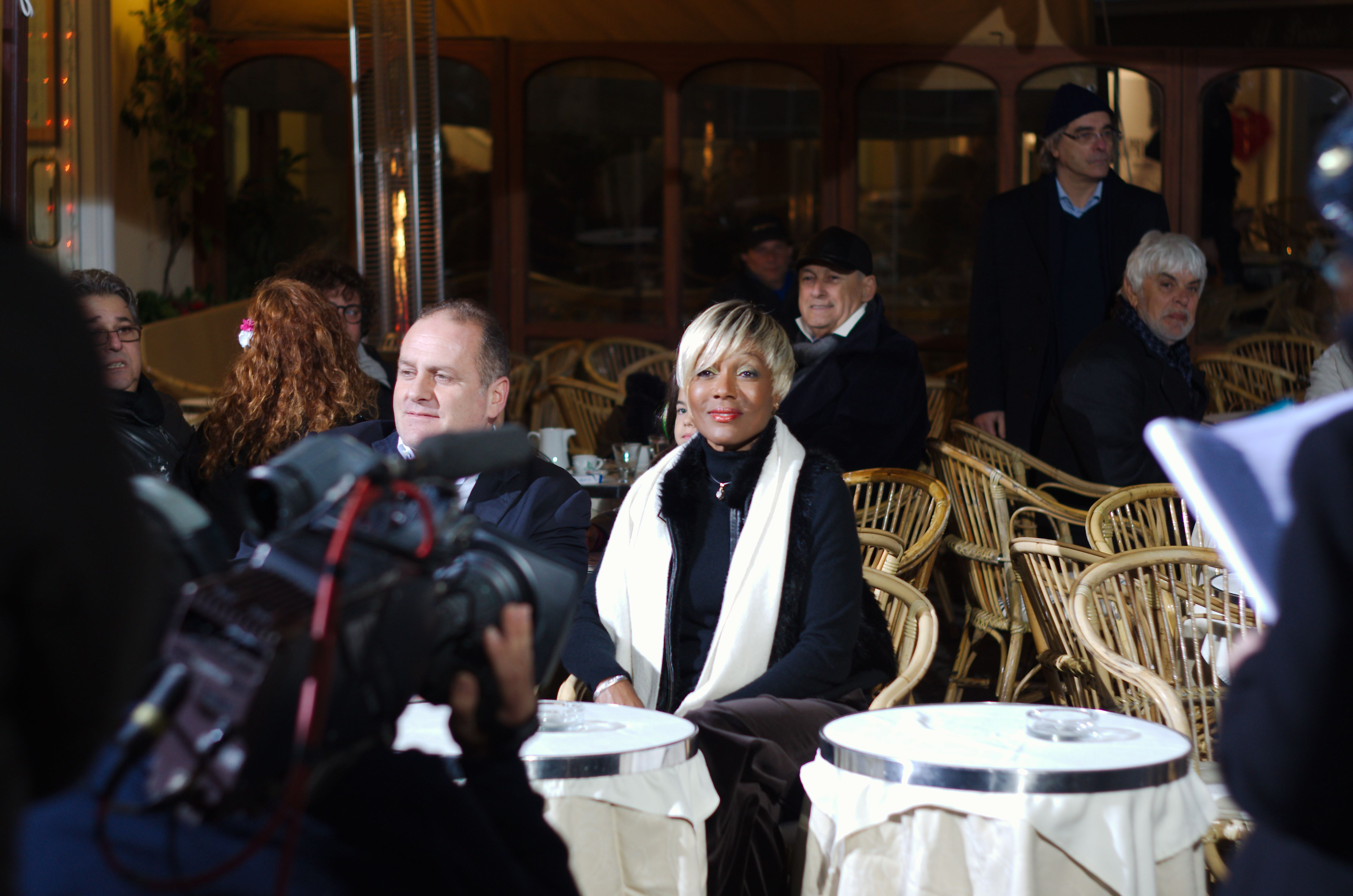
Amii Stewart (2013)

Amii Stewart (* 29. Januar 1956 als Amy Paulette Stewart in Washington, D.C.) ist eine US-amerikanische Pop-Sängerin, Tänzerin und Schauspielerin. Auf dem Höhepunkt der Disco-Welle der 1970er Jahre gelang Amii Stewart ein Welthit mit Knock on Wood.

## Karriere
Amii Stewarts Vater meldete sie im Alter von vier Jahren zu Gesangs- und Tanzunterricht an, was letztendlich zu einer sehr erfolgreichen Karriere führte. Bevor sie einen Plattenvertrag bei Hansa International unterzeichnete, trat Amii Stewart im Musical Bubbling Brown Sugar am Broadway auf.
Ihre erste Single, eine Disco-Coverversion von Eddie Floyds 1966er Hit Knock on Wood, erreichte im April 1979 eine Nummer-1-Platzierung in den USA. Daraufhin wurde die Single mit Platin für eine Million verkaufter Einheiten ausgezeichnet, eine Grammy-Nominierung für die „beste weibliche R&B-Gesangsleistung“ schloss sich an. Amii Stewarts Debütalbum, schlicht Knock on Wood betitelt und in London aufgenommen, erhielt 1979 eine Gold-Auszeichnung. In den USA war der Song Knock on Wood ihr einziger Top-40-Erfolg, so dass sie dort als One-Hit-Wonder betrachtet wird, während sie in Europa noch einige weitere Erfolge feiern konnte, vor allem in Italien. Die Nachfolge-Single Light My Fire / 137 Disco Heaven kletterte in Großbritannien auf Platz 5.
Die zweite LP von Amii Stewart, Paradise Bird, knüpfte an den Disco-Sound von Knock on Wood an, die ausgekoppelte Single Jealousy platziert sich europaweit in den Hitparaden. In Italien, Schweden und der Schweiz erreichte das Stück sogar die Top-10. Mit ihrer 1981er LP Images wendete sich Amii Stewart allmählich vom Disco-Sound ab. Die ausgekoppelte Single Where Did Our Love Go wurde von Narada Michael Walden produziert. 1984 gelang Amii Stewart ein Platz eins in Italien, die Single Friends schafft zudem Platz 12 in Großbritannien. Noch im gleichen Jahr gelang Amii Stewart ein weiterer großer Erfolg mit einem italienischen Cover von Bob Segers We’ve Got Tonight, Grazie perché wurde als Duett mit Gianni Morandi eingespielt. Weitere Duette entstanden unter anderem mit Johnny Bristol, Deon Estus, Mike Francis und Randy Crawford. Darüber hinaus arbeitete Amii Stewart mit Giorgio Moroder zusammen (1986) und veröffentlichte eine Sammlung von Ennio-Morricone-Stücken unter dem Titel Pearls.
1994 erhielt Amii Stewart für das Album Lady to Ladies eine Gold-Auszeichnung in Italien. Das 1999 veröffentlichte Werk Unstoppable beinhaltete sowohl neue Songs als auch neu eingespielte Versionen einiger ihrer alten Hits. Fünf Jahre später trat Amii Stewart als Billie Holiday in Lady Day auf, eine CD mit Aufnahmen zum Musical wurde ebenfalls veröffentlicht.
Entgegen diversen Quellen ist Amii Stewart keine Schwester von Miquel Brown und somit auch nicht Sinittas Tante. In einem Interview bestätigte Miquel Brown, dass sie und Amii Stewart lediglich beste Freundinnen seien.

## Diskografie

### Studioalben
| Jahr | Titel                             | Höchstplatzierung, Gesamtwochen, AuszeichnungChartplatzierungen (Jahr, Titel, Platzierungen, Wochen, Auszeichnungen, Anmerkungen) | Höchstplatzierung, Gesamtwochen, AuszeichnungChartplatzierungen (Jahr, Titel, Platzierungen, Wochen, Auszeichnungen, Anmerkungen) | Anmerkungen                                              |
| Jahr | Titel                             | US | R&B | Anmerkungen                                              |
| ---- | --------------------------------- | --- | --- | -------------------------------------------------------- |
| 1979 | Knock on Wood / Amii Stewart (UK) | US19 Gold · (23 Wo.)US | R&B9 (21 Wo.)R&B | Erstveröffentlichung: Februar 1979 Produzent: Barry Leng |

Weitere Studioalben
- 1979: Paradise Bird
- 1981: Images / I’m Gonna Get Your Love (US)
- 1983: Amii Stewart
- 1984: Try Love
- 1986: Amii
- 1988: Time for Fantasy / It’s Fantasy
- 1990: Pearls – Amii Stewart Sings Ennio Morricone / Desire (UK)
- 1992: Magic
- 1994: Lady to Ladies
- 1995: The Men I Love
- 1996: Love Affair
- 2004: Lady Day
- 2010: Caracciolo Street (Doppelalbum, italienisch/englisch, 24 AAC-Files)
- 2012: Intense

### Kompilationen
- 1981: Three of a Kind (mit Viola Wills und Precious Wilson)
- 1985: The Hits
- 1993: Sometimes a Stranger
- 1995: All of Me
- 1996: Knock on Wood: The Best of Amii Stewart
- 1997: The Hits & the Remixes (2 CDs)
- 1999: Unstoppable (mit 2 neuen Tracks)
- 2005: The Greatest Hits
- 2016: The Hits: Remixed

### Singles
| Jahr | Titel Album                                             | Höchstplatzierung, Gesamtwochen, AuszeichnungChartplatzierungen (Jahr, Titel, Album, Platzierungen, Wochen, Auszeichnungen, Anmerkungen) | Höchstplatzierung, Gesamtwochen, AuszeichnungChartplatzierungen (Jahr, Titel, Album, Platzierungen, Wochen, Auszeichnungen, Anmerkungen) | Höchstplatzierung, Gesamtwochen, AuszeichnungChartplatzierungen (Jahr, Titel, Album, Platzierungen, Wochen, Auszeichnungen, Anmerkungen) | Höchstplatzierung, Gesamtwochen, AuszeichnungChartplatzierungen (Jahr, Titel, Album, Platzierungen, Wochen, Auszeichnungen, Anmerkungen) | Höchstplatzierung, Gesamtwochen, AuszeichnungChartplatzierungen (Jahr, Titel, Album, Platzierungen, Wochen, Auszeichnungen, Anmerkungen) | Höchstplatzierung, Gesamtwochen, AuszeichnungChartplatzierungen (Jahr, Titel, Album, Platzierungen, Wochen, Auszeichnungen, Anmerkungen) | Höchstplatzierung, Gesamtwochen, AuszeichnungChartplatzierungen (Jahr, Titel, Album, Platzierungen, Wochen, Auszeichnungen, Anmerkungen) | Anmerkungen |
| Jahr | Titel Album                                             | DE | AT | CH | UK | US | R&B | Dance | Anmerkungen |
| ---- | ------------------------------------------------------- | --- | --- | --- | --- | --- | --- | --- | --- |
| 1979 | Knock on Wood                                           | DE13 (27 Wo.)DE | AT6 (24 Wo.)AT | CH2 (9 Wo.)CH | UK6 Silber · (12 Wo.)UK | US1 Platin · (20 Wo.)US | R&B6 (16 Wo.)R&B | Dance5 (19 Wo.)Dance | Erstveröffentlichung: 10. November 1978 Autoren: Eddie Floyd, Steve Cropper Original: Eddie Floyd, 1966                                    |
| 1979 | Light My Fire / 137 Disco Heaven (Medley) Knock on Wood | DE26 (14 Wo.)DE | — | — | UK5 (11 Wo.)UK | US69 (6 Wo.)US | R&B36 (11 Wo.)R&B | — | Erstveröffentlichung: April 1979 Autoren: The Doors / Barry Leng, Simon May Original (Light My Fire): The Doors, 1967                      |
| 1979 | Jealousy Paradise Bird                                  | DE31 (16 Wo.)DE | — | CH5 (8 Wo.)CH | UK58 (3 Wo.)UK | — | — | — | Erstveröffentlichung: September 1979 Autoren: Barry Leng, Gerry Morris, Simon May                                                          |
| 1980 | The Letter / Paradise Bird Paradise Bird                | DE54 (5 Wo.)DE | — | — | UK39 (4 Wo.)UK | — | — | — | Erstveröffentlichung: 7. Januar 1980 Autoren: Wayne Carson / Barry Leng, Garry Morris, Simon May Original (The Letter): The Box Tops, 1967 |
| 1980 | My Guy, My Girl Images                                  | — | — | — | UK39 (5 Wo.)UK | US63 (8 Wo.)US | R&B76 (6 Wo.)R&B | — | Erstveröffentlichung: 7. Juli 1980 Autoren: Ronald White, William Robinson Original: The Temptations – My Girl, 1964; mit Johnny Bristol   |
| 1984 | Friends Try Love                                        | — | — | — | UK12 (11 Wo.)UK | — | R&B46 (13 Wo.)R&B | — | Erstveröffentlichung: 17. Dezember 1984 Autor: Mike Francis                                                                                |
| 1985 | That Loving Feeling Try Love                            | — | — | — | UK95 (1 Wo.)UK | — | — | — | Erstveröffentlichung: 11. März 1985 Autor und Original: Tony Joe White, 1976                                                               |
| 1985 | Knock on Wood / Light My Fire (New Remix) The Hits      | — | — | — | UK7 (12 Wo.)UK | — | — | — | Erstveröffentlichung: 2. August 1985 Autoren: Alan Coulthard, Barry Leng; Remix: Barry Leng                                                |
| 1985 | You Really Touch My Heart (Remix) The Hits              | — | — | — | UK89 (4 Wo.)UK | — | — | — | Erstveröffentlichung: 14. Oktober 1985 Autoren: Barry Leng, Simon May; Remix: Barry Leng                                                   |
| 1985 | My Guy, My Girl (Remix) The Hits                        | — | — | — | UK63 (7 Wo.)UK | — | — | — | Erstveröffentlichung: 9. Dezember 1985 Remix: Barry Leng; mit Deon Estus                                                                   |
| 1986 | Love Ain’t No Toy Amii                                  | — | — | — | UK99 (1 Wo.)UK | — | — | — | Erstveröffentlichung: 23. Februar 1986 Produzenten: Bolland & Bolland Autor: Norman Whitfield; Original: Yvonne Fair, 1975                 |

Weitere Singles
| - 1978: You Really Touched My Heart - 1981: Where Did Our Love Go - 1981: Why’d You Have to Be so Sexy - 1981: Rocky Woman - 1981: I’m Gonna Get Your Love - 1982: Great Balls of Fire - 1982: Digital Love - 1982: Lay Back in the Groove - 1983: Grazie perchè (We’ve Got Tonight) - 1983: Working Late Tonight - 1984: I Gotta Have You Back - 1984: Try Love - 1985: Megamix - 1985: Together (mit Mike Francis) - 1985: Fever Line - 1986: Time Is Tight - 1986: Break These Chains | - 1987: It’s Fantasy - 1988: I Still Believe - 1989: Lost It (Four to the Floor feat. Amii Stewart) - 1991: Extralarge (Titelmusik der gleichnamigen Fernsehserie) - 1992: Don’t Be so Shy - 1993: Don’t Stop (Pushin’) - 1993: Desire - 1995: September Morn (mit Randy Crawford) - 1998: Knock on Wood ’98 - 1999: Knock on Wood 99 - 2006: Love Song (mit Ennio Morricone) - 2010: Con te - 2011: Walking Africa (mit The Walking Band) - 2012: Ordinary People - 2013: Sunshine Girl (feat. Gabry Ponte) |

## Auszeichnungen für Musikverkäufe
| Platin-Schallplatte - Kanada - 1979: für das Album Knock on Wood - 1979: für die Single Knock on Wood |

Anmerkung: Auszeichnungen in Ländern aus den Charttabellen bzw. Chartboxen sind in ebendiesen zu finden.
| Land/RegionAuszeichnungen für Musikverkäufe (Land/Region, Auszeichnungen, Verkäufe, Quellen) | Silber  | Gold  | Platin     | Verkäufe  | Quellen         |
| -------------------------------------------------------------------------------------------- | ------- | ----- | ---------- | --------- | --------------- |
| Kanada (MC)                                                                                  | —       | —     | 2× Platin2 | 250.000   | musiccanada.com |
| Vereinigte Staaten (RIAA)                                                                    | —       | Gold1 | Platin1    | 2.500.000 | riaa.com        |
| Vereinigtes Königreich (BPI)                                                                 | Silber1 | —     | —          | 250.000   | bpi.co.uk       |
| Insgesamt                                                                                    | Silber1 | Gold1 | 3× Platin3 |           |                 |